# Neomaenas tenedia
Neomaenas tenedia är en fjärilsart som beskrevs av Gustav Weymer 1894. Neomaenas tenedia ingår i släktet Neomaenas och familjen praktfjärilar. Inga underarter finns listade i Catalogue of Life.